# Sé episcopal

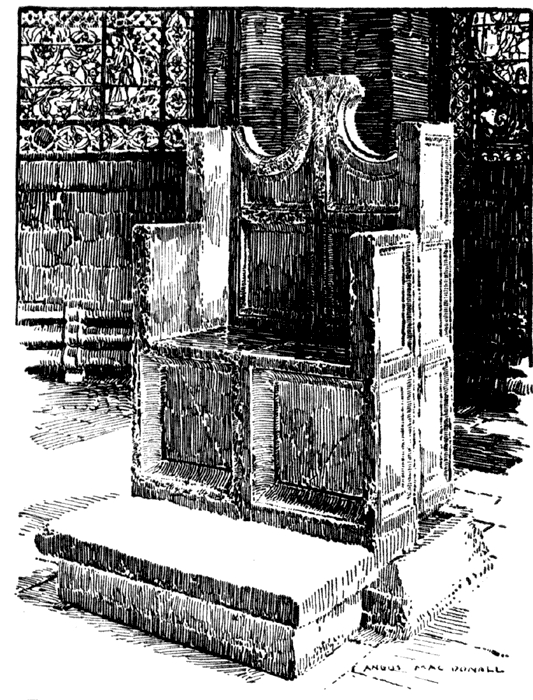
Cátedra de Agostinho na Catedral da Cantuária.

Uma sé episcopal ou sede episcopal (em latim: episcopalis sedes) é a cadeira, cátedra ou trono de um bispo, o símbolo de seu ofício e dignidade, cuja colocação em uma igreja a torna uma catedral. Portanto, o termo aplicado ao local onde a catedral do bispo está situada e da qual ele propriamente toma seu título, deve ser distinguido da diocese, o território sobre o qual sua jurisdição se estende.
Também significa, no sentido usual da frase, a área de jurisdição eclesiástica de um bispo, ou seja, um bispado, que compreende a sé (cátedra), uma catedral e um território canônico (diocese).
As palavras bispado e diocese não são, portanto, sinônimos. Entretanto, em certas comunidades anglo-saxônicas ou latinas, a palavra diocese tende hoje a substituir a palavra bispado e a assumir o significado de Igreja local.
Frases relativas a ações que ocorrem dentro ou fora de uma sé episcopal são indicativas do significado geográfico do termo, tornando-o sinônimo de diocese. Por extensão, este é o nome dado ao local ou cidade, considerada capital da diocese, onde se encontra a catedral.
 

Às vezes, esse termo é até mesmo usado erroneamente para se referir a toda a diocese, mesmo que ela abranja mais de uma cidade; Os termos corretos, diocese e arquidiocese, abrangem esse significado com mais precisão.

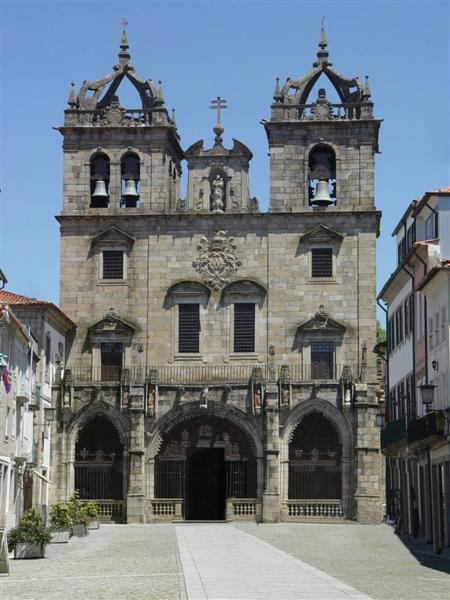
Fachada da Sé Catedral de Braga.

A palavra sé é derivada do latim sedes, que em seu sentido original ou próprio denota o assento ou cadeira que, no caso de um bispo, é o símbolo mais antigo da autoridade episcopal desde a era do Cristianismo primitivo. Esta cadeira simbólica também é conhecida como cátedra episcopal. A igreja na qual ela é colocada é por esse motivo chamada de catedral, do latim ecclesia cathedralis, que significa a 'igreja da cátedra' ou 'igreja catedral'.
A palavra trono também é usada, especialmente na Igreja Ortodoxa, tanto para a cadeira quanto para a área de jurisdição eclesiástica.
O termo sé também é usado para a cidade onde a catedral ou a residência episcopal está localizada.
As sés episcopais na Idade Média eram geralmente estabelecidas nas principais civitas.
No caso de arcebispos, o termo utilizado é sé arquiepiscopal. Os termos sé diocesana e sé arquidiocesana têm o mesmo significado, embora especifiquem a posição da jurisdição na hierarquia da igreja à qual pertencem.
O termo é visto com mais frequência nas Igrejas Católica Romana e Anglicana, embora também seja usado em algumas Igrejas Luteranas.